# Weyprechtia pinguis
Weyprechtia pinguis är en kräftdjursart som först beskrevs av Henrik Nikolai Krøyer 1838.  Weyprechtia pinguis ingår i släktet Weyprechtia och familjen Calliopiidae. Inga underarter finns listade i Catalogue of Life.